# Северни седмогодишњи рат
Северни седмогодишњи рат (познат и као Северни скандинавски рат, Рат три круне и Први северни рат) вођен је у периоду од 1563. до 1570. године између Краљевине Шведске са једне и Данска-Норвешке, слободним градом Либеком и Пољско-литванске уније са друге стране. Рат је завршен миром у Шчећину.

## Увод
У тежњи да обезбеди превласт на Балтичком мору и заштити своје трговачке интересе, Данска је одлучила да се силом супротстави експанзији Шведске на Балтику. Швеђани су имали превласт на мору, а Данци на копну.

## Рат
Пошто су искористили династичке борбе за престо у Шведској, Данци су 1563. године заузели поморске тврђаве Хелсингборј и Дитмаршен и затворили Шведској излаз из Балтика у Северно море. До првог поморског сукоба дошло је 1563. године код острва Борнхолма у коме су Данци изгубили три брода. Наредне године, 30. и 31. маја данска флота (28 бродова) и флота Либека (10 бродова) под адмиралом Херлуфом Тролом сукобиле су се између острва Еланд и острва Готланд са шведском флотом (35 бродова) адмирала Јакуба Багеа. Данци су изгубили 4 ратна брода и били су приморани на повлачење, а Баге је заробљен. Шведска флота поново је 14. августа поразила данску флоту код северног рта острва Еланд. У међувремену су Швеђани на копну продрли према северозападу, освојили у септембру област Елвсборј, а 1564. године норвешке граничне провинције Јемтланд, Херједален и Тронхејм. Данско-либечка флота поново је трпела пораз 21. маја 1565. године на померанској обали, а 4. јуна код Алт Букова и 7. августа између Ригена и Борнхолма. Тиме је шведска обезбедила превласт на прилазима Балтику.

## Крај рата
На копну су Швеђани 15. септембра 1565. године узели Варберј на обали Категата, а 20. октобра потукли данске трупе код Фалкенберја. У офанзиви коју је предузела у јесен 1567. године, данска војска под Данијелом Ранцауом нанела је пораз Швеђанима код Хулведена и продрла дубоко у територију Шведске. У операцијама од новембра 1567. до јануара 1568. године заузели су Смоланд, Естерланд, а 1569. године и Варберј.
До краја рата није било значајнијих промена. Због пораза у операцијама 1567-1569. године и предстојећег Ливонског рата против Русије, Шведска је закључила мир у Шчећину. Одредбама овог мира, Либек је обезбедио слободну трговину са Нарвом, Шведска је повратила Елфсборј, а Данска Готланд. Међутим, основни узрок Северног седмогодишњег рата није отклоњен.